# Teucholabis (Teucholabis) dampfi
Teucholabis (Teucholabis) dampfi is een tweevleugelige uit de familie steltmuggen (Limoniidae). De soort komt voor in het Neotropisch gebied.